# Bobby Almond
Robert Ronald Almond, meglio noto con il nome Bobby (Londra, 16 aprile 1951), è un ex calciatore inglese naturalizzato neozelandese, di ruolo difensore.

## Carriera

### Club
Originario dell'Inghilterra, ove giocò nelle giovanili del Tottenham, emigrò in Nuova Zelanda nel 1975, ove giocò dal 1976 al 1986 nel Christchurch United, club con il quale vinse il campionato neozelandese del 1978 e la Chatham Cup nel 1976.
Solo nella stagione 1982 non vestì la maglia del Christchurch United, disputando il campionato tra le file del Invercargill Thistle.

### Nazionale
Vestì la maglia della Nuova Zelanda in 28 occasioni, esordendovi il 13 giugno 1979 in un incontro contro l'Australia.
Disputò anche i Mondiali spagnoli del 1982, nel ruolo di vice-capitano, dove scese in campo in due incontri su tre. La prima partita che disputò in Spagna fu quella che vide impegnati gli oceanici contro la Scozia, venendo sostituito al minuto '67. Il secondo incontro fu quello contro il Brasile che disputò per intero. Con la sua nazionale si piazzò all'ultimo posto del Gruppo 6, con zero punti guadagnati, dodici gol subiti e solo due fatti.
Lasciò la Nazionale al termine del mondiale spagnolo; era considerato il cardine della difesa degli All whites.

## Palmarès

### Club

#### Competizioni giovanili
- FA Youth Cup: 1

Tottenham: 1969-1970

#### Competizioni nazionali
- Campionato neozelandese: 1

Christchurch United: 1978
- Chatham Cup: 1

Christchurch United: 1976